# Ictiobus labiosus
Ictiobus labiosus är en fiskart som först beskrevs av Meek, 1904.  Ictiobus labiosus ingår i släktet Ictiobus och familjen Catostomidae. Inga underarter finns listade i Catalogue of Life.